# مارکو بلادونا
مارکو بلادونا (انگلیسی: Marco Belladonna; ۱۸ ژوئیهٔ ۱۹۱۶ – ۱۰ اکتبر ۲۰۰۳) بازیکن فوتبال اهل ایتالیا بود.
از باشگاه‌هایی که در آن بازی کرده‌است می‌توان به باشگاه فوتبال آ.اس. رم، باشگاه فوتبال کوزنتسا کالچو، و باشگاه فوتبال دلفینو پسکارا اشاره کرد.